# Arnholz (Naturschutzgebiet)
Arnholz ist ein Naturschutzgebiet in Vlotho mit einer Größe von rund 5,9 ha.
Das unter der Nummer HF-032 geführte Gebiet schützt ein gut ausgeprägtes Sieksystem wie es für das Ravensberger Hügelland typisch ist, insbesondere naturnah ausgeprägten Laubwald, Feuchtwiesen und Feuchtweiden, Hochstaudenfluren und Röhricht, sowie die Lebensgemeinschaften an und in Fließgewässern.

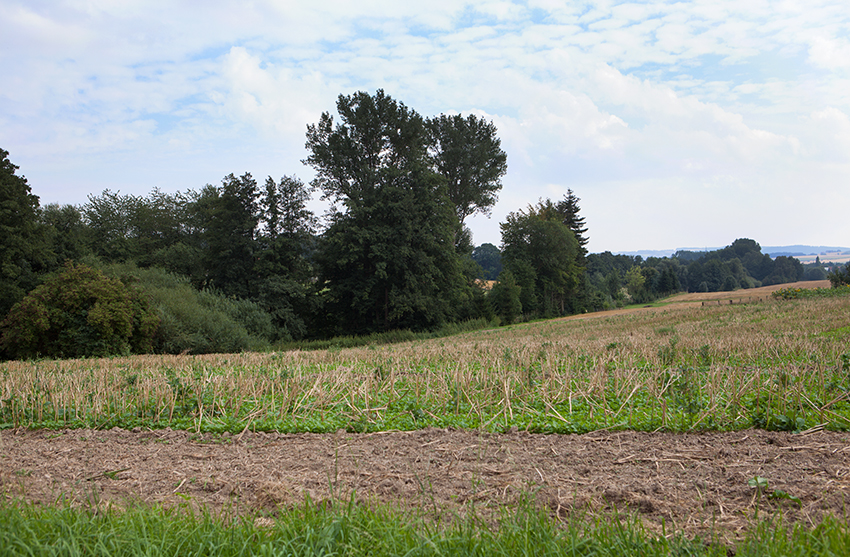
Arnholz, Ansicht von Nordwesten